# Leeuwenberg (Naarden)
De Leeuwenberg of Venusberg is een heuvel in het Gooi in de Nederlandse provincie Noord-Holland. De heuvel ligt in Naarden in de gemeente Gooise Meren ten zuidwesten van Oud Valkeveen in buurtschap Valkeveen. Ze ligt aan het einde van de Venuslaan aan de Valkeveenselaan. De heuvel ligt op een eilandje dat omgeven is door een gracht.
Andere heuvels in het gebied zijn de Woensberg, Tafelberg, Trapjesberg, Sijsjesberg, Eukenberg en de Aalberg.

## Geschiedenis
De heuvel ligt in een gebied met meerdere tafelbergen. Het fenomeen tafelbergen wordt voor het eerst vermeld in de 10e eeuw. Heuvels werden opgeworpen om religieuze redenen met de vorm van een afgeplatte kegel, waarop religieuze feesten gehouden werden. Een bekend voorbeeld daarvan is Silbury Hill. In Nederland worden ze sinds de 19e eeuw als offerberg beschouwd. Of alle heuvels in het Gooi een dergelijke oorsprong hebben is onduidelijk, maar een aantal van de heuvels stamt minstens uit de middeleeuwen omdat ze genoemd worden op de 10e-eeuwse goederenlijst van het klooster Werden.
Mogelijk is de Leeuwenberg een tafelberg geweest.
Tegenwoordig maakt de heuvel deel uit van een particuliere tuin, terwijl het vroeger deel uitmaakte van landgoed Graeffenveld. De Amsterdamse burgemeester Andries de Graeff (1611-1678) was de toenmalige bewoner van het uitgestrekte landgoed en verfraaide deze heuvel met een 20 meter hoge zuil. Boven op deze stenen zuil plaatste hij een leeuwenbeeld.